# Marshall Allen
Pour les articles homonymes, voir Allen.
Marshall Allen, né à Louisville (Kentucky) le 25 mai 1924, est un saxophoniste, flûtiste et hautboïste américain.

## Biographie
Il étudie clarinette et saxophone en ut (1934), puis joue à Paris avec le pianiste Art Simmons et suit des cours de saxophone alto et de hautbois au Conservatoire de Paris.
De retour aux États-Unis, il travaille avec James Moody. À partir de 1956, il collabore avec Sun Ra, jusqu'à la mort de ce dernier, tout en enregistrant avec Olatunji, Bill Dixon et Paul Bley.
Pilier de la section d'anches de l'Arkestra de Sun Ra, il y joue également des percussions, d'instruments africains (kora) ou de sa fabrication (morrow).
Exotique au hautbois, passionné et véhément à l'alto, il fait en même temps montre de ses influences de jazz classique : Johnny Hodges, Willie Smith, Benny Carter, Coleman Hawkins, Charlie Parker.

## Discographie

### En leader
- 1998 : Mark–n–Marshall: Monday (en) (CIMP)
- 1998 : Mark–n–Marshall: Tuesday (en) (CIMP)
- 2000 : PoZest (en) (CIMP)
- 2025 : New Dawn (Week-End Records)

### En coleader
- 2003 : The All-Star Game (Eremite) avec Hamid Drake, Kidd Jordan, William Parker et Alan Silva
- 2003 : Opportunities & Advantages (CIMP) avec Elliott Levin et the Tyrone Hill Quintet
- 2005 : Ten by Two (Edisun) avec Terry Adams
- 2005 : Cosmic Tsunami (Nolabel) avec Michael Ray, Toshi Makihara et Jeffrey Shurdut
- 2010 : Night Logic (RogueArt) avec Matthew Shipp et Joe Morris
- 2011 : Vibrations of the Day (Re:konstruKt) avec Konstrukt, Hüseyin Ertunç et Barlas Tan Özemek
- 2014 : Two Stars in the Universe (Little Rocket) avec Kash Killion
- 2019 : Ceremonial Healing (RareNoiseRecords) avec Danny Ray Thompson, Jamie Saft, Trevor Dunn, Balázs Pándi et Roswell Rudd
- 2020 : Flow States (ScienSonic) avec Roscoe Mitchell, Scott Robinson et Milford Graves